# Naudītes pagasts
Naudītes pagasts er en territorial enhed i Dobeles novads i Letland. Pagasten havde 858 indbyggere i 2010 og omfatter et areal på 89,70 kvadratkilometer. Hovedbyen i pagasten er Naudīte.